# Spore Creature Keeper
|  | Sammenskrivningsforslag Artiklerne Spore (computerspil), Spore Creature Keeper er foreslået sammenskrevet. (Siden oktober 2016) Diskutér forslaget |

Spore Creature Keeper var et planlagt computerspil-spin-off til spillet Spore. Det er udviklet af Maxis og vil blive lanceret af Electronic Arts – de samme selskaber, som har udviklet og lanceret det oprindelige spil i Spore-serien.
Spillet er udviklet for yngre brugere og dets gameplay er i høj grad baseret på The Sims. Det vil blive frigivet i slutningen af 2010 til Windows Vista, Windows 7 og Mac OS X.[kilde mangler] Det vil også være det første spil Electronic Arts udgiver, som ikke er kompatibelt med Windows XP.
Spillets udgivelse blev aflyst.